# Schinderhannes bartelsi
Schinderhannes bartelsi — аномалокаридид, відомий по єдиному зразку із нижньодевонських відкладень сланців Хунсрюк. Його відкриття виявилося сенсацією, оскільки раніше, представники цієї групи були відомі тільки по виключно добре збереженим викопних кембрійського періоду.
Anomalocarididae, такі як  аномалокарис, являли собою істот, що вважаються далекими родичами членистоногих. Ці істоти зовні сильно відрізнялися від будь-якого нині живучого організму — вони мали сегментовані тіла, з бічними лопатями, що використалися для плавання, як правило, великі складні очі, які часто знаходилися на ніжках, і їх найяскравіша риса — пара великих шипастих придатків, які нагадували обезголовлених креветок. Ці придатки, імовірно, підносили їжу до роту тварини, який нагадував скибочку ананаса.

## Відкриття
Єдиний екземпляр цього виду був виявлений в кар'єрі Ешенбах-Боксберг в Бунденбаху, Німеччина, і названий на честь злочинця Шиндерханнеса, який часто відвідував цей район. Його видову назву, S. Bartelsi було дано на честь Крістофа Бартельса, фахівця зі сланців Хунсрюк. Зразок в даний час знаходиться в Музеї природної історії в Майнці.

## Морфологія
Schinderhannes мав довжину близько 10 см; як і інші аномалокаридиди, він мав придатки в передній частині тіла, біля рота (дуже схожі на придатки  Hurdia), як і Peytoia, він мав круглий, схожий на ананасову скибочку рот і великі, складні очі на ніжках. Тіло складалося з 12-ти сегментів; великі клапаноподібні структури, ймовірно, використовувалися при плаванні, виступали з 11-го сегмента, відразу за головою.

## Спосіб життя
Збережений вміст травного тракту є типовим для хижака,, такий спосіб життя підтверджується наявністю колючих великих придатків і розміром очей. Schinderhannes був гарним плавцем, просував себе «плавцями», прикріпленими до голови, і використовуючи свої крилоподібні «пелюстки» на 11-му сегменті для зміни напрямку. Ці лопаті, які, імовірно, розвинулися з бічних лопатей кембрійських аномалокаридидів, їхніх предків, які використовували лопаті уздовж боків для плавання, і не були спеціалізовані як у Schinderhannes.

## Значення
Schinderhannes дозволяє до певної міри вирішити класифікацію ранніх членистоногих. Він класифікується базально до істинних членистоногих, але ближче до цієї групи, ніж аномалокарис. За аналогією, Schinderhannes може розглядатися як «тітка» членистоногих і двоюрідна бабуся аномалокариса. Це свідчить про те, що група аномалокаридиди насправді парафілетична — тобто, членистоногі походять від них. Це також наводить на думку, що двогілясті кінцівки членистоногих виникли шляхом злиття бічних пелюсток і зябер аномалокаридид. Знахідка Schinderhannes має й інше значення — вона показує, що група ранніх членистоногих з короткими «великими придатками» не є кладою.
Відкриття Schinderhannes було найзначнішим через те, що воно значно відсунуло вимирання аномалокаридид: раніше група була відома лише по виключно збережених викопних з нижнього і середнього кембрію, на 100 млн років раніше. Це підкреслює велике значення таких місцезнаходжень копалин, як сланці Хунсрюка, які можуть бути єдиною можливістю спостерігати немінералізовані форми.

## Ресурси Інтернету
- Походження кігтів у викопного віком в 390 млн років [Архівовано 6 січня 2014 у Wayback Machine.]
- Великий палець Панди: Schinderhannes bartelsi [Архівовано 31 січня 2013 у Wayback Machine.]
- ScienceBlogs: Schinderhannes bartelsi, PZ Myers показує кладограму, запропоновану Г. Кюлем і ін., ставлення Schinderhannes (но не Аномалокариса) до групи членистоногих

## Виноски
1. 1 2 3 4 5 6  Gabriele Kühl, Derek E. G. Briggs & Jes Rust (2009). A great-appendage arthropod with a radial mouth from the Lower Devonian Hunsrück Slate, Germany. Science. 323 (5915): 771—773. Bibcode:2009Sci...323..771K. doi:10.1126/science.1166586. PMID 19197061.
2. ↑  Stephen Jay Gould (1989). Wonderful Life: The Burgess Shale and the Nature of History. W. W. Norton & Company. ISBN 978-0-393-02705-1.
3. 1 2  Allison C. Daley, Graham E. Budd, Jean-Bernard Caron, Gregory D. Edgecombe & Desmond Collins (2009). The Burgess Shale anomalocaridid Hurdia and its significance for early euarthropod evolution. Science. 323 (5921): 1597—1600. Bibcode:2009Sci...323.1597D. doi:10.1126/science.1169514. PMID 19299617.
4. ↑  Nicholas J. Butterfield (2002). Leanchoilia, and the interpretation of three-dimensional structures in Burgess Shale-type fossils. Paleobiology. 28 (1): 155—171. doi:10.1666/0094-8373(2002)028<0155:LGATIO>2.0.CO;2. JSTOR 3595514.
5. ↑  Nicholas J. Butterfield (1995). Secular distribution of Burgess-Shale-type preservation. Lethaia. 28 (1): 1—13. doi:10.1111/j.1502-3931.1995.tb01587.x.